# To-Mera
I To-Mera sono un gruppo musicale progressive metal britannico formatosi nel South Oxfordshire.
Il gruppo propone un sound estremamente tecnico caratterizzato da brani molto lunghi, numerosi variazioni di tempo e interludi jazz. Il nome della band riflette l'interesse della cantante per l'egittologia.

## Storia del gruppo

### Primi anni
La band viene formata da Julie Kiss e Lee Barrett (ex-Extreme Noise Terror, Disgust, Mussolini Headkick) in seguito all'uscita della Kiss dalla progressive metal band ungherese Without Face.
All'inizio del 2004 al duo si unirono Akos Pirisi (batteria) e Tom MacLean (chitarra). La band registrò il primo demo nel giugno 2005 presso i The Peel Rehearsal Rooms (Kingston upon Thames) mediante un semplice computer portatile. Il lavoro venne successivamente missato in Francia dal produttore Brett Caldas-Lima (Kalisia, Malmonde, Fairlight). In seguito all'incisione del demo, nel gruppo entrò in formazione il tastierista Hugo Sheppard.
Il demo venne spedito a diverse riviste e webzines, ricevendo ampi consensi.

### Trascendental
Grazie alle numerose recensioni positive relative al loro demo, i To-Mera furono scritturati dalla Candlelight Records con la quale realizzarono, fra maggio e giugno 2006, il loro primo album in studio, intitolato Transcendental e prodotto da Brett Caldas-Lima. Batteria, chitarre e voci vennero registrate a Veszprém (Ungheria), mentre il basso e le tastiere sono state registrate a Londra (Regno Unito); il missaggio e il mastering vennero eseguiti presso i Tower Studio di Montpellier (Francia).
L'album fu pubblicato in Europa l'11 settembre 2006 e il 3 ottobre 2006 negli Stati Uniti d'America e ricevette recensioni positive da parte di molte riviste specializzate nel settore, che lodarono l'abilità tecnica del gruppo e la loro ingegnosità espresse nel disco. Il gruppo ricevette inoltre una valutazione di 4 K da parte della rivista Kerrang! nell'ottobre 2006, oltre ad un articolo di un'intera pagina. Grazie a ciò, il gruppo ottenne grande notorietà ed interesse da parte dei promotori dei concerti.
Il 15 luglio 2006 la band annunciò l'uscita del batterista Akos Pirisi, ciò a causa della distanza che separava il musicista ungherese dal resto del gruppo che viveva nel Regno Unito. Dietro le pelli fece il suo ingresso Paul Westwood già membro dei Foe (gruppo di rock sperimentale londinese). Successivamente, il gruppo firmò un contratto con The Agency Groups, agenzia specializzata nella promozione di spettacoli dal vivo presso un grande numero di sale da concerto di rilevanza internazionale. The Agency Group espresse inoltre il suo interesse nell'organizzazione di un tour statunitense per i To-Mera.

### DelusionseEarthbound
Nel 2007 i To-Mera lavorarono a nuovo materiale che avrebbe composto il secondo album in studio. Ultimate le registrazioni, Sheppard abbandonò i To-Mera per motivi personali e al suo posto fu contattato Richard Henshall, quest'ultimo futuro fondatore degli Haken, gruppo nel quale entrò anche MacLean.
Il secondo disco, intitolato Delusions, uscì il 18 febbraio 2008 e rappresentò l'ultimo con il bassista e membro fondatore Lee Barrett, che annunciò il proprio addio dalla formazione il 25 dello stesso mese in quanto «incapace di intraprendere futuri tour o altri impegni musicali» a causa delle sue altre attività lavorative. Barrett fu velocemente rimpiazzato da Mark Harrington. La band suonò in numerosi concerti di promozione del nuovo album, compresa una partecipazione come headliner al festival Dames of Darkness di Birmingham.
Verso la fine del 2008 i To-Mera hanno iniziato a scrivere nuovo materiale, confermando al termine dell'anno di aver quasi ultimato due brani e aggiungendo che avrebbero passato il 2009 a comporre nuovi brani. Nel giugno 2009 il gruppo ha rivelato di aver concluso la collaborazione con la Candlelight Records, mentre a settembre hanno annunciato l'EP Earthbound, quest'ultimo pubblicato ad ottobre.

### Exile
Verso la fine del 2010 i To-Mera hanno cominciato i lavori relativi al loro terzo album in studio, registrandolo agli inizi del 2012. Il 7 luglio il gruppo ha rivelato il titolo dell'album, Exile, e la sua pubblicazione, avvenuta il 24 settembre dello stesso anno per conto della Illusionary Records. Exile ha ricevuto una candidatura come Miglior Album Progressive Metal nell'edizione 2012 dei Metal Storm Awards.

## Stile musicale
I To-Mera citano tra le proprie influenze gruppi come Opeth, Evergrey, Symphony X, Dream Theater e Pain of Salvation. Nelle loro intenzioni, l'obiettivo è quello di recepire le influenze musicali più disparate per far effettuare al genere progressive metal un vero e proprio passo in avanti.

## Formazione
Attuale
- Julie Kiss – voce (2004-presente)
- Thomas MacLean – chitarra (2004-presente)
- Mark Harrington – basso (2008-presente)
- Richard Henshall – tastiera (2007-presente)
- Paul Westwood – batteria (2006-presente)

Ex componenti
- Lee Barrett – basso (2004-2008)
- Hugo Sheppard – tastiera (2004-2006)
- Akos Pirisi – batteria (2004-2006)

## Discografia
Album in studio
- 2006 – Transcendental
- 2008 – Delusions
- 2012 – Exile

EP
- 2009 – Earthbound